# Cene Prevc
Cene Prevc (12 marzo 1996) è un saltatore con gli sci sloveno.

## Biografia
Prevc, attivo in gare FIS dal febbraio del 2011, ha esordito in Coppa del Mondo il 21 marzo 2014 a Planica (16º) e ai Campionati mondiali a Lahti 2017, dove si è classificato 43º nel trampolino normale. Il 29 febbraio 2020 ha conquistato a Lahti il primo podio in Coppa del Mondo (2º); ai Mondiali di Oberstdorf 2021 si è classificato 15º nel trampolino normale, 9º nel trampolino lungo e 5º nella gara a squadre e il 28 gennaio 2022 ha ottenuto a Willingen la prima vittoria in Coppa del Mondo. Ai successivi XXIV Giochi olimpici invernali di Pechino 2022, sua prima presenza olimpica, ha vinto la medaglia d'argento nella gara a squadre e si è piazzato 12º nel trampolino lungo.

## Palmarès

### Olimpiadi
- 1 medaglia:
  - 1 argento (gara a squadre a Pechino 2022)

### Mondiali juniores
- 1 medaglia:
  - 1 oro (gara a squadre a Liberec 2013)

### Coppa del Mondo
- Miglior piazzamento in classifica generale: 10º nel 2022
- 6 podi (1 individuale, 5 a squadre):
  - 1 vittoria (a squadre)
  - 3 secondi posti (a squadre)
  - 2 terzi posti (1 individuale, 1 a squadre)

#### Coppa del Mondo - vittorie
| Data            | Località  | Nazione  | Trampolino                                                     |
| --------------- | --------- | -------- | -------------------------------------------------------------- |
| 28 gennaio 2022 | Willingen | Germania | Mühlenkopf HS147 (con Ema Klinec, Urša Bogataj e Anže Lanišek) |